# Marrakesch ePrix 2016
Der Marrakesch ePrix 2016 (offiziell: 2016 FIA Formula E Marrakesh ePrix) fand am 12. November auf dem Circuit International Automobile Moulay el Hassan in Marrakesch statt und war das zweite Rennen der FIA-Formel-E-Meisterschaft 2016/17. Es handelte sich um den ersten Marrakesch ePrix sowie um den ersten ePrix, der auf dem afrikanischen Kontinent ausgetragen wurde. Außerdem war es der erste ePrix, der auf der gleichen Streckenvariante wie andere Rennen auf der Strecke ausgetragen wurde.
Da in Marrakesch zeitgleich die 22. UN-Klimakonferenz stattfand, wurde die FIA-Formel-E-Meisterschaft als offizieller Partner der Klimakonferenz bekanntgegeben.

## Bericht

### Hintergrund
Nach dem Hongkong ePrix führte Sébastien Buemi in der Fahrerwertung mit sieben Punkten vor Lucas di Grassi und mit zehn Punkten vor Nick Heidfeld. In der Teamwertung hatte Renault e.dams 19 Punkte Vorsprung auf die punktgleichen Teams ABT Schaeffler Audi Sport und Andretti Formula E.
Daniel Abt, Buemi und di Grassi erhielten einen sogenannten FanBoost, sie durften die Leistung ihres zweiten Fahrzeugs einmal auf bis zu 200 kW erhöhen und so bis zu 100 Kilojoule Energie zusätzlich verwenden. Buemi und di Grassi erhielten den zweiten FanBoost im zweiten Saisonrennen und den jeweils neunten in der FIA-Formel-E-Meisterschaft, für Abt war es im 23. Rennen der erste FanBoost seiner Karriere.

### Training
Im ersten freien Training fuhr di Grassi in 1:21,923 Minuten die Bestzeit vor Buemi und Nicolas Prost.
Im zweiten freien Training war Buemi mit einer Rundenzeit von 1:20,599 Minuten Schnellster vor Felix Rosenqvist und Jean-Éric Vergne. Das Training wurde nach einem Unfall von Sam Bird wenige Minuten vor Ende der Trainingszeit abgebrochen.

### Qualifying
Das Qualifying begann um 12:00 Uhr und fand in vier Gruppen zu je fünf Fahrern statt, jede Gruppe hatte sechs Minuten Zeit, in der die Piloten maximal eine gezeitete Runde mit einer Leistung 170 kW und anschließend maximal eine gezeitete Runde mit einer Leistung von 200 kW fahren durften. Vergne war mit einer Rundenzeit von 1:20,993 Minuten Schnellster.
Die fünf schnellsten Fahrer fuhren anschließend im Superpole genannten Einzelzeitfahren die ersten fünf Positionen aus. Rosenqvist sicherte sich mit einer Rundenzeit von 1:21,509 Minuten die Pole-Position und damit drei Punkte. Die weiteren Positionen belegten Buemi, Sam Bird, Nelson Piquet jr. und Vergne, der von seinem Team zu spät die Anweisung erhielt, auf die Strecke zu fahren und somit nicht am Pole-Shootout teilnehmen konnte. Buemi wurde nachträglich um fünf Startplätze nach hinten versetzt, da sein Fahrzeug beim Pole-Shootout zu leicht gewesen war.

### Rennen
Das Rennen ging über 33 Runden.
Beim Start blieben die Positionen an der Spitze zunächst unverändert. Rosenqvist gelang es schnell, sich vom Rest des Feldes abzusetzen. Die erste Positionsveräderung im vorderen Feld gab es in der dritten Runde, als Buemi an seinem Teamkollegen Prost vorbeiging. In der gleichen Runde überholte di Grassi Heidfeld, zwei Runden später überholten dann beide Robin Frijns.
Rosenqvist vergrößerte seinen Vorsprung stetig und fuhr auch die zu diesem Zeitpunkt schnellste Runde des Rennens. Buemi überholte unterdessen Abt, Vergne ging an Piquet vorbei. Somit führte Rosenqvist vor Bird, Vergne, Piquet, Buemi, Abt, Prost, Oliver Turvey, António Félix da Costa und di Grassi. Félix da Costa stellte kurz darauf sein Fahrzeug auf der Strecke ab, es gelang ihm nach zwei Runden jedoch, das Fahrzeug neuzustarten und in die Boxengasse zu fahren, wo er das Fahrzeug wechselte.
Bird wurde von seinem Team per Funk angewiesen, Energie zu sparen, um den Fahrzeugwechsel um eine Runde hinauszuzögern. Vergne, der zu diesem Zeitpunkt weniger Restenergie in seiner Batterie hatte, überholte ihn in Runde 15.
In Runde 16 kamen mit Rosenqvist, Vergne, Piquet, Maro Engel, Stéphane Sarrazin, Heidfeld und Ma Qinghua die ersten Piloten zum regulären Fahrzeugwechsel an die Box. Die Mindestzeit für den Fahrzeugwechsel betrug 50 Sekunden. Bei Engel und Piquet gab es ein technisches Problem mit dem zweiten Fahrzeug, sie fielen daher weit zurück. Eine Runde später wechselten alle verbliebenen Piloten ihr Fahrzeug. Bird musste in dieser Runde so viel Energie einsparen, dass er noch vor dem Boxenstopp Buemi passieren lassen musste.
Nach den Boxenstopps führte Rosenqvist vor Vergne, Buemi, Bird, Prost, Abt, di Grassi, Turvey, Sarrazin und Heidfeld. Vergne war in der Boxengasse zu schnell gefahren und erhielt eine Durchfahrtstrafe, die er in Runde 23 antrat. Er fiel auf den fünften Platz zurück. Félix da Costa fuhr zu diesem Zeitpunkt die bis dahin schnellste Runde des Rennens.
Wie zuvor Félix da Costa, stellte auch Loïc Duval sein Fahrzeug kurzzeitig auf der Strecke ab. Auch ihm gelang es, den Wagen neuzustarten. Er fuhr an die Box und ließ das Fahrzeug auf vollen Abtrieb umbauen.
Rosenqvist musste nun Energie sparen, sein Vorsprung auf Buemi schmolz von Runde zu Runde. Buemi nutzte zudem seinen FanBoost und holte so alleine in Runde 25 mehr als eine Sekunde auf Rosenqvist auf. In Runde 27 überholte er ihn schließlich und übernahm die Führung. Di Grassi ging in derselben Runde an Abt vorbei. Anschließend schlossen beide Abt-Piloten auf Vergne auf, der genau wie Rosenqvist Energie sparen musste.
In den folgenden Runden verkürzte auch Bird den Rückstand auf Rosenqvist und überholte ihn in Runde 31. Dahinter gingen di Grassi und Abt nacheinander an Vergne vorbei. In der letzten Runde musste Vergne sehr viel Energie sparen, um das Ziel überhaupt noch zu erreichen. Er fuhr äußerst langsam und wurde kurz vor der Ziellinie noch von Turvey überholt. Duval fuhr in dieser Runde die schnellste Runde des Rennens.
Buemi gewann vor Bird und Rosenqvist. Die restlichen Punkteplatzierungen belegten Prost, di Grassi, Abt, Turvey, Vergne, Heidfeld und José María López. Der Punkt für die schnellste Rennrunde ging an Duval.
Buemi baute somit seine Führung in der Gesamtwertung auf di Grassi auf, Prost war nun Dritter. In der Teamwertung blieb Renault e.dams vor ABT Schaeffler Audi Sport, neuer Dritter war Mahindra Racing.

## Meldeliste
Alle Teams und Fahrer verwendeten Reifen von Michelin.
| Team                            | Fahrzeug            | Nr. | Fahrer                 |
| ------------------------------- | ------------------- | --- | ---------------------- |
| Renault e.dams                  | Renault Z.E.16      | 08  | Nicolas Prost          |
| Renault e.dams                  | Renault Z.E.16      | 09  | Sébastien Buemi        |
| ABT Schaeffler Audi Sport       | ABT Schaeffler FE02 | 11  | Lucas di Grassi        |
| ABT Schaeffler Audi Sport       | ABT Schaeffler FE02 | 66  | Daniel Abt             |
| DS Virgin Racing Formula E Team | Virgin DSV-02       | 02  | Sam Bird               |
| DS Virgin Racing Formula E Team | Virgin DSV-02       | 37  | José María López       |
| Faraday Future Dragon Racing    | Penske 701-EV       | 06  | Loïc Duval             |
| Faraday Future Dragon Racing    | Penske 701-EV       | 07  | Jérôme D’Ambrosio      |
| Mahindra Racing Formula E Team  | Mahindra M3ELECTRO  | 19  | Felix Rosenqvist       |
| Mahindra Racing Formula E Team  | Mahindra M3ELECTRO  | 23  | Nick Heidfeld          |
| Venturi Formula E Team          | Venturi VM200-FE-02 | 04  | Stéphane Sarrazin      |
| Venturi Formula E Team          | Venturi VM200-FE-02 | 05  | Maro Engel             |
| Andretti Formula E              | Andretti ATEC-02    | 27  | Robin Frijns           |
| Andretti Formula E              | Andretti ATEC-02    | 28  | António Félix da Costa |
| Techeetah                       | Renault Z.E.16      | 25  | Jean-Éric Vergne       |
| Techeetah                       | Renault Z.E.16      | 33  | Ma Qinghua             |
| NextEV NIO                      | NextEV 700R         | 03  | Nelson Piquet jr.      |
| NextEV NIO                      | NextEV 700R         | 88  | Oliver Turvey          |
| Panasonic Jaguar Racing         | Jaguar I-Type 1     | 20  | Mitch Evans            |
| Panasonic Jaguar Racing         | Jaguar I-Type 1     | 47  | Adam Carroll           |

## Klassifikationen

### Qualifying
| Pos.                                                                   | Fahrer                 | Team                            | Zeit     | Superpole  | Start |
| ---------------------------------------------------------------------- | ---------------------- | ------------------------------- | -------- | ---------- | ----- |
| 01                                                                     | Felix Rosenqvist       | Mahindra Racing Formula E Team  | 1:21,175 | 1:21,509   | 01    |
| 02                                                                     | Sébastien Buemi        | Renault e.dams                  | 1:21,350 | 1:21,546   | 07    |
| 03                                                                     | Sam Bird               | DS Virgin Racing Formula E Team | 1:21,392 | 1:21,686   | 02    |
| 04                                                                     | Nelson Piquet jr.      | NextEV NIO                      | 1:21,651 | 1:23,879   | 03    |
| 05                                                                     | Jean-Éric Vergne       | Techeetah                       | 1:20,993 | keine Zeit | 04    |
| 06                                                                     | Daniel Abt             | ABT Schaeffler Audi Sport       | 1:21,725 | –          | 05    |
| 07                                                                     | Nicolas Prost          | Renault e.dams                  | 1:21,777 | –          | 06    |
| 08                                                                     | Oliver Turvey          | NextEV NIO                      | 1:21,853 | –          | 08    |
| 09                                                                     | Robin Frijns           | Andretti Formula E              | 1:21,912 | –          | 09    |
| 10                                                                     | António Félix da Costa | Andretti Formula E              | 1:22,073 | –          | 10    |
| 11                                                                     | Nick Heidfeld          | Mahindra Racing Formula E Team  | 1:22,074 | –          | 11    |
| 12                                                                     | Lucas di Grassi        | ABT Schaeffler Audi Sport       | 1:22,081 | –          | 12    |
| 13                                                                     | José María López       | DS Virgin Racing Formula E Team | 1:22,133 | –          | 13    |
| 14                                                                     | Maro Engel             | Venturi Formula E Team          | 1:22,236 | –          | 14    |
| 15                                                                     | Stéphane Sarrazin      | Venturi Formula E Team          | 1:22,270 | –          | 15    |
| 16                                                                     | Mitch Evans            | Panasonic Jaguar Racing         | 1:22,355 | –          | 16    |
| 17                                                                     | Jérôme D’Ambrosio      | Faraday Future Dragon Racing    | 1:22,681 | –          | 17    |
| 18                                                                     | Ma Qinghua             | Techeetah                       | 1:23,248 | –          | 18    |
| 19                                                                     | Loïc Duval             | Faraday Future Dragon Racing    | 1:23,933 | –          | 19    |
| 20                                                                     | Adam Carroll           | Panasonic Jaguar Racing         | 1:25,695 | –          | 20    |
| 110-Prozent-Zeit: 1:29,092 min (bezogen auf Bestzeit von 1:20,993 min) |                        |                                 |          |            |       |

Anmerkungen
1. ↑   Buemi wurde um fünf Startplätze nach hinten versetzt, da sein Fahrzeug beim Pole-Shootout zu leicht gewesen war.

### Rennen
| Pos. | Fahrer                 | Team                            | Runden | Zeit       | Start | Schnellste Runde |
| ---- | ---------------------- | ------------------------------- | ------ | ---------- | ----- | ---------------- |
| 01   | Sébastien Buemi        | Renault e.dams                  | 33     | 47:40,840  | 07    | 1:23,663 (21.)   |
| 02   | Sam Bird               | DS Virgin Racing Formula E Team | 33     | + 2,457    | 02    | 1:24,173 (21.)   |
| 03   | Felix Rosenqvist       | Mahindra Racing Formula E Team  | 33     | + 7,195    | 01    | 1:24,579 (13.)   |
| 04   | Nicolas Prost          | Renault e.dams                  | 33     | + 11,586   | 06    | 1:24,212 (21.)   |
| 05   | Lucas di Grassi        | ABT Schaeffler Audi Sport       | 33     | + 13,771   | 12    | 1:24,340 (25.)   |
| 06   | Daniel Abt             | ABT Schaeffler Audi Sport       | 33     | + 18,233   | 05    | 1:24,219 (24.)   |
| 07   | Oliver Turvey          | NextEV NIO                      | 33     | + 21,710   | 08    | 1:24,751 (19.)   |
| 08   | Jean-Éric Vergne       | Techeetah                       | 33     | + 28,011   | 04    | 1:24,535 (25.)   |
| 09   | Nick Heidfeld          | Mahindra Racing Formula E Team  | 33     | + 33,699   | 11    | 1:24,861 (23.)   |
| 10   | José María López       | DS Virgin Racing Formula E Team | 33     | + 33,863   | 13    | 1:24,690 (20.)   |
| 11   | Robin Frijns           | Andretti Formula E              | 33     | + 37,092   | 09    | 1:24,675 (22.)   |
| 12   | Stéphane Sarrazin      | Venturi Formula E Team          | 33     | + 40,683   | 15    | 1:25,260 (30.)   |
| 13   | Jérôme D’Ambrosio      | Faraday Future Dragon Racing    | 33     | + 42,034   | 17    | 1:24,946 (22.)   |
| 14   | Adam Carroll           | Panasonic Jaguar Racing         | 33     | + 49,026   | 20    | 1:24,906 (24.)   |
| 15   | Ma Qinghua             | Techeetah                       | 33     | + 50,433   | 18    | 1:25,402 (29.)   |
| 16   | Nelson Piquet jr.      | NextEV NIO                      | 33     | + 1:15,452 | 03    | 1:25,091 (10.)   |
| 17   | Mitch Evans            | Panasonic Jaguar Racing         | 32     | + 1 Runde  | 16    | 1:24,982 (24.)   |
| 18   | Loïc Duval             | Faraday Future Dragon Racing    | 30     | + 3 Runden | 19    | 1:22,600 (30.)   |
| —    | Maro Engel             | Venturi Formula E Team          | 26     | + 7 Runden | 14    | 1:23,164 (20.)   |
| —    | António Félix da Costa | Andretti Formula E              | 21     | DNF        | 10    | 1:23,088 (20.)   |

## Meisterschaftsstände nach dem Rennen
Die ersten zehn des Rennens bekamen 25, 18, 15, 12, 10, 8, 6, 4, 2 bzw. 1 Punkt(e). Zusätzlich gibt es drei Punkte für die Pole-Position und einen Punkt für die schnellste Rennrunde.

### Fahrerwertung
| Pos. | Fahrer                 | Team                            | Punkte |
| ---- | ---------------------- | ------------------------------- | ------ |
| 01   | Sébastien Buemi        | Renault e.dams                  | 50     |
| 02   | Lucas di Grassi        | ABT Schaeffler Audi Sport       | 28     |
| 03   | Nicolas Prost          | Renault e.dams                  | 24     |
| 04   | Felix Rosenqvist       | Mahindra Racing Formula E Team  | 19     |
| 05   | Sam Bird               | DS Virgin Racing Formula E Team | 18     |
| 06   | Nick Heidfeld          | Mahindra Racing Formula E Team  | 17     |
| 07   | António Félix da Costa | Andretti Formula E              | 10     |
| 08   | Oliver Turvey          | NextEV NIO                      | 10     |
| 09   | Robin Frijns           | Andretti Formula E              | 8      |
| 10   | Daniel Abt             | ABT Schaeffler Audi Sport       | 8      |

| Pos. | Fahrer            | Team                            | Punkte |
| ---- | ----------------- | ------------------------------- | ------ |
| 11   | Jérôme D’Ambrosio | Faraday Future Dragon Racing    | 6      |
| 12   | Jean-Éric Vergne  | Techeetah                       | 4      |
| 13   | Nelson Piquet jr. | NextEV NIO                      | 3      |
| 14   | Maro Engel        | Venturi Formula E Team          | 2      |
| 15   | Stéphane Sarrazin | Venturi Formula E Team          | 1      |
| 16   | José María López  | DS Virgin Racing Formula E Team | 1      |
| 17   | Loïc Duval        | Faraday Future Dragon Racing    | 1      |
| 18   | Adam Carroll      | Panasonic Jaguar Racing         | 0      |
| 19   | Qinghua Ma        | Techeetah                       | 0      |
| 20   | Mitch Evans       | Panasonic Jaguar Racing         | 0      |

### Teamwertung
| Pos. | Team                            | Punkte |
| ---- | ------------------------------- | ------ |
| 01   | Renault e.dams                  | 74     |
| 02   | ABT Schaeffler Audi Sport       | 36     |
| 03   | Mahindra Racing Formula E Team  | 36     |
| 04   | DS Virgin Racing Formula E Team | 19     |
| 05   | Andretti Formula E              | 18     |

| Pos. | Team                         | Punkte |
| ---- | ---------------------------- | ------ |
| 06   | NextEV NIO                   | 13     |
| 07   | Faraday Future Dragon Racing | 7      |
| 08   | Techeetah                    | 4      |
| 09   | Venturi Formula E Team       | 3      |
| 10   | Panasonic Jaguar Racing      | 0      |